# رومالد يانكوفسكي
رومالد يانكوفسكي (بالبولندية: Romuald Jankowski)‏ هو فلاح وسياسي بولندي، ولد في 19 فبراير 1934 في لوتسك في أوكرانيا، وتوفي في 12 فبراير 1994 في وارسو في بولندا. حزبياً، نشط في حزب الشعب البولندي ‏.